# Energy Identification Code
Der Energy Identification Code (EIC) wird im europäischen Energiehandel benutzt, um eindeutig einzelne Anlagen und Marktpartner zu kennzeichnen.
Die Vergabe der Codes werden von zwei zentralen Vergabestellen (englisch Central Issuing Office, CIO) koordiniert. Am Elektrizitätsmarkt ist die ENTSO-E und im Gasmarkt die ENTSO-G die zentrale Vergabestelle. Die eigentliche Vergabe der EIC erfolgt durch lokale Vergabestelle (englisch Local Issuing Office, LIO). In Deutschland sind das für den Strommarkt der BDEW und für den Gasmarkt die DVGW Service & Consult GmbH.
Der Code besteht aus 16 Stellen bestehend aus Ziffern, Großbuchstaben und dem Bindestrich. Die beiden ersten Stellen bestehen aus Ziffern, die dritte Stelle kennzeichnet die Art des Codes und die letzte Stelle ist ein Prüfbuchstabe. In Deutschland sind im Strommarkt die ersten beiden Ziffern des Codes 11, in Österreich 14 und in der Schweiz 12. Im Gasmarkt sind die ersten beiden Ziffern die 21.
Es wird zwischen Codes für 
- Marktteilnehmer, in DE auch Bilanzkreise (EIC-X),
- Gebiete, wie Bilanzierungsgebiete, Länder oder Regelzone (EIC-Y),
- Umspannwerke oder Teile von Umspannwerken (EIC-A),
- Transportleitungen und Transformatoren (EIC-T),
- Technischen Ressourcen wie Erzeugungs- und Verbrauchseinheiten (EIC-W),
- Messpunkte (EIC-Z)  und
- Datenlieferanten (EIC-V)

unterschieden.
Die Bilanzierungsgebiete (Bidding Zones, BZN), Regelzonen (Control Areas, CTA) und Ländercodes (CTY) für Strom werden von der ENTSO-E (CIO) vergeben und haben an den ersten beiden Stellen die 10. Die dritte Stelle ist ein Y. Im deutschsprachigen Raum sind folgende Codes für die Bilanzierungsgebiete vergeben.
| Code             | Beschreibung                                        | Land | Art           |
| ---------------- | --------------------------------------------------- | ---- | ------------- |
| 10Y1001A1001A82H | Handelszone für DE und LU                           |      | BZN           |
| 10Y1001A1001A63L | Handelszone für DE, AT und LU (alt)                 |      | BZN           |
| 10YDE-ENBW-----N | Übertragungsnetzbetreiber TransnetBW                | DE   | CTA           |
| 10YDE-EON------1 | Übertragungsnetzbetreiber TenneT DE                 | DE   | CTA           |
| 10YDE-RWENET---I | Übertragungsnetzbetreiber Amprion                   | DE   | CTA           |
| 10YDE-VE-------2 | Übertragungsnetzbetreiber 50Hertz                   | DE   | CTA           |
| 10YAT-APG------L | Übertragungsnetzbetreiber APG                       | AT   | CTA           |
| 10YCH-SWISSGRIDZ | Übertragungsnetzbetreiber und Handelszone Swissgrid | CH   | BZN, CTA, CTY |

Eine vollständige Liste ist von der ENTSO-E veröffentlicht.
Die EIC-W Codes werden für Erzeugungs- und Verbrauchsanlagen vergeben. Dabei können auch einzelne Generatoren einen Code erhalten. Am Beispiel des Braunkohlekraftwerks Jänschwalde und des Pumpspeicherkraftwerks Wehr aus der  Schluchseegruppe soll das genauer erläutert werden. Das Kraftwerk Jänschwalde besteht aus sechs einzelnen Blöcken (A-F). Das Pumpspeicherkraftwerk Wehr besteht aus vier Turbosätzen und wird gemeinschaftlich von ENBW und RWE Power sowie zwei kleinen Anteilseignern betrieben.
| Code             | Name                                           |
| ---------------- | ---------------------------------------------- |
| 11WD8JAEN1L---AD | Jänschwalde Block A                            |
| 11WD8JAEN1L---BB | Jänschwalde Block B                            |
| 11WD8JAEN1L---C9 | Jänschwalde Block C                            |
| 11WD8JAEN1L---D7 | Jänschwalde Block D                            |
| 11WD8JAEN1L---E5 | Jänschwalde Block E                            |
| 11WD8JAEN1L---F3 | Jänschwalde Block F                            |
| 11WD8JAEN1L----Z | Jänschwalde Blöcke A-F                         |
| 11WD4WEHR1HA094P | Wehr Maschine A09, Anteil ENBW                 |
| 11WD4WEHR1HA097J | Wehr Maschine A09, Anteil RWE                  |
| 11WD4WEHR1HD4--Y | Wehr Maschinen A09, A10, B09, B10 Anteil ENBW  |
| 11WD4WEHR1HD7--M | Wehr Maschinen A09, A10, B09, B10 Anteil RWE   |
| 11WD4WEHR1HS---G | Wehr Gesamtkraftwerk                           |
| 11WD4WEHR1HD4--Y | Schluchseekraftwerke (Wehr, u. a.) Anteil ENBW |
| 11WD4SWSW5HD7--F | Schluchseekraftwerke (Wehr, u. a.) Anteil RWE  |